# Stormworks: Build and Rescue
Stormworks: Build and Rescue (с англ. — «Штормовые работы: Постройка и Спасение»; сокр. SW) — компьютерная игра в жанре симулятора, посвящённая постройке наземных, воздушных, водных и космических транспортных средств, разработанная и изданная студией Geometa под платформы Windows и macOS в 2020 году.
Первоначально игра представляла собой симулятор спасательных операций, преимущественно на море, где основной механикой являлась постройка собственных судов для выполнения спасательных миссий. Позже были добавлены ангары для постройки наземной и воздушной техники, миссии по перевозке грузов и пассажиров, а с выходом The Space DLC — и космических ракет для выполнения полётов в космос, а также посадок на луну.

## Игровой процесс
События игры разворачиваются на побережье Шотландии в 2032 году. Игроку предстоит управление спасательной службой береговой охраны, зачастую в суровых метеоусловиях. Для выполнения игровых миссий и исследования глобальной карты игроку необходимо конструировать различные транспортные средства в ангаре или доке из более чем 600 различных компонентов.
В игре доступны несколько режимов, в зависимости от которых игра обладает разной линейностью: начиная от песочницы и заканчивая выполнением миссий для открытия более продвинутых компонентов, зарабатыванием денег при помощи системы межостровной экономики и режимом военного завоевания.

### Режим карьеры
В режиме карьеры игрокам предоставляется контроль над стартовым островом, на котором находится небольшая верфь, начальная лодка и небольшой дом с кроватью, на которой можно спать, и шкафом, где можно поменять внешний вид персонажа. В этом режиме игрокам нужно выполнять миссии, чтобы заработать деньги на строительство новых транспортных средств. Игрок может путешествовать на другие острова и покупать их, когда у него будет достаточно игровой валюты. Покупаемые острова, как правило, предоставляют большее пространство для строительства или позволяют строить уникальный транспорт (например, на Терминале Камодо есть эксклюзивное железнодорожное депо, где можно строить поезда). В режиме карьеры есть много настроек, включая возможность играть только от первого лица, включить ограниченное количество топлива или изменить время суток. Заработать деньги можно разными способами помимо выполнения спасательных миссий, например, купить сырую нефть, а затем переработать и продать.

### Режим классической карьеры
Данный режим призван напоминать режим карьеры из раннего доступа игры. Основным отличием является то, что компоненты должны быть разблокированы с использованием очков исследования, прежде чем их можно будет использовать на верстаке. Кроме того, со старта новой игры вся карта скрыта, и должна быть исследована.

### Творческий режим
Игровой режим-песочница, в котором игроки не ограничены ресурсами; они могут размешать транспортные средства с помощью редактора миссий и получить доступ к любому острову, что позволяет строить очень большие транспортные средства. Игра также поддерживает Steam Workshop для обмена чертежами транспортных средств между игроками, и загружает их непосредственно в игру.
Творческий режим также разблокирует пользовательское меню, которое позволяет игроку изменять время, погоду и все остальные настройки мира по желанию. Игрок может использовать это меню, чтобы призывать существ, например, кракена или мегалодона, а также вызывать стихийные бедствия, а именно цунами и водовороты.

### Завоевание
Режим завоевания был добавлен с выходом первого платного дополнения. Этот режим можно активировать перед началом игры. Цель режима заключается в захвате островов, охраняемых враждебно настроенными NPC, и его можно комбинировать с карьерным или творческим режимом. Режим добавляет возможность вооружать транспортные средства и ориентирован не только на спасательные миссии, но и на боевые действия. Дополнение добавило как стрелковое оружие, используемое игроком, так и устанавливаемое на транспортном средстве, такое как автопушки, пулеметы и неуправляемые ракеты.

### Миссии
Существует множество миссий, от миссий по доставке до спасательных и пожарных миссий. Миссии генерируются и истекают с течением времени; если у игрока нет доступных миссий, он может лечь на кровать на базе или транспортном средстве, и проматывать время, пока не появятся новые миссии.
Для выполнения некоторых миссий потребуются определенные компоненты и транспортные средства. Для пожаротушения потребуется транспортное средство, способное справиться с пожаром, а для масштабных миссий по эвакуации — с достаточно большой вместимостью.
С выпуском обновления 1.0 миссии были изменены на процедурно генерируемые, а редактор миссий, используемый игроками, был изменен с простой системы на систему, использующую скрипты на Lua для создания транспортных средств и объектов в миссии.

### Основная игровая механика
Большая часть игрового процесса посвящена созданию различных транспортных средств, включая небольшие спасательные лодки, крупные торговые суда, вертолёты и самолёты, гражданские грузовики, космические аппараты и военную технику. Для этого в игре существуют различные ангары и корабельные доки, размер которых разнится в зависимости от острова, на котором они расположены, и их стоимости.

Катер береговой охраны типа Шальдаг на верстаке.

В игре представлено более 600 различных компонентов, разделённых на категории, такие как: строительные блоки, органы управления, механика, двигатели и движители, специальное оборудование и снаряжение, логические вентили, дисплеи, сенсоры, декорация, жидкостная система, электричество, турбореактивные двигатели, оружие, модульные двигатели, паровые машины, окна, космос, пользовательские контролеры.
Строительство в Stormworks основано на воксельной системе. Игроки создают транспортные средства из кубических и клиновидных деталей, вдохновлённых конструкторами типа Lego Technic. Плавучесть транспортных средств зависит от формы и размера корпуса, фюзеляжа или кузова. После создания основной конструкции игрок добавляет элементы, такие как двигатели, рули и сиденья, и программирует их с помощью микроконтроллеров на основе логических вентилей и/или скриптов Lua.
Электрические компоненты, такие как двигатели, батареи и фонари, соединяются через узлы (ноды) в единую сеть. Логическая сеть позволяет управлять отдельными частями построек с помощью кнопок, рычагов и других элементов управления, а также выводить данные на экраны и датчики, связывая входы и выходы при помощи тех же узлов.
Минимальный интерфейс игры побуждает игроков самим проектировать приближенные к реальности кабины и располагать в них датчики и дисплеи для получения игровой информации, такой как скорость, обороты и температура двигателя, или даже полноценные работающие системы автоматической навигации и круиз-контроля при помощи микроконтроллеров на основе Lua. Блоки труб могут передавать топливо, масло, воду и охлаждающую жидкость для работы двигателей, тушения пожаров или осушения затопленных отсеков. Приводные валы представленные в игре теми же блоками труб передают крутящий момент от двигателя к колёсам, гусеницам или пропеллерам, при этом крутящий момент можно изменить при помощи коробки передач и модуля сцепления, а так же его можно преобразовывать в электричество и наоборот.
Микроконтроллеры позволяют создавать логические подсистемы и выполнять код Lua для сложных операций, что даёт возможность разрабатывать внутриигровые виртуальные компьютеры с сенсорными экранами и интерфейсом. Транспортные средства могут подключаться к зданиям и другим транспортным средствам для передачи жидкостей, энергии и данных, что позволяет игрокам создавать композитные постройки сразу из нескольких крафтов. Что в свою очередь даёт возможность игрокам обходить ограничение на размер крафта не изменяя файлы игры, а так же устанавливать подвесные вооружения на свою технику.

## Игровой мир
Игровой мир представляет собой случайно сгенерированную с помощью сида карту островов, а также 3 основных архипелага: Майленд, Пустный архипелаг и Арктика. Перед началом новой игры игроку предоставляется возможность выбрать остров из списка для старта.

### Погода
В игре представлены динамические погодные условия, включающие в себя температуру, влажность, туманность и ветер. В зависимости от этих факторов, в игровом мире могут появляться шторма, зоны выпадения осадков и даже стихийные бедствия.
Сведения о погоде в игровом мире доступны на карте, а так же их возможно измерить при помощи специальных игровых компонентов.

Пример динамической погоды на картах 3 основных архипелагов.
1. Карта осадков (Пустный архипелаг)
2. Географическая карта (Арктика)
3. Карта ветров (Майнленд)

### Экономика
Экономика игры между островами основана на транспортировке и продаже ресурсов, таких как топливо, масло и уголь. Игроки могут приобретать, перевозить и продавать эти ресурсы между островами, участвуя в торговле и логистике.
Торговля топливом и маслом требует постройки соответствующих транспортных средств, таких как танкеры, которые способны перевозить жидкие ресурсы. Игроки могут закупать топливо на перерабатывающих заводах или станциях добычи и доставлять его на удалённые острова для продажи. Цена на топливо и другие ресурсы может варьироваться в зависимости от удалённости острова.
Таким образом, экономика игры строится на эффективной логистике, правильной организации маршрутов и максимальной выгоде от разницы в ценах между различными островами. Игроки могут получать доход от продажи топлива, масла и угля, развивая свою экономическую сеть и расширяя возможности для строительства и модернизации транспортных средств.

## Обитатели игрового мира

Андреа Гейл во время траления подвергся нападению кракена.

Мир игры населяют неигровые персонажи (NPC). В основном NPC выполняют определённые функции и взаимодействуют с миром в ограниченной форме. Они могут выступать в роли спасаемых людей в спасательных миссиях, пациентов на островах с больницами, экипажа на различных судах, а также рабочих на нефтяных вышках. Они часто являются частью сценариев, связанных с поисково-спасательными операциями или доставкой товаров и ресурсов. Также после выхода дополнения Search and Destroy мир, в зависимости от настроек, могут наполнять враждебно настроенные NPC.
Так же в игре пресутсвуют рыбы и рыбалка, добавленная с обновлением v1.12.0,
Также в игре присутствуют 9 пород собак, населяющих острова, различные дикие животные. В штормовую погоду случайным образом могут появляться мегалодон и кракен, их также можно вызвать через игровое меню.

## Оценки и мнения
Игра ещё со стадии раннего доступа получила некоторое положительное внимание. Stormworks сравнивалась с такими играми, как Kerbal Space Program:

«Да, как оказалось. Stormworks: Build & Rescue не просто хочет взять идею Space Engineers/Kerbal Space Program и забросить ее куда-то в Северное море — он требует точности во всем».
Оригинальный текст (англ.)Yes, as it turns out. Stormworks: Build & Rescue doesn't just want to take the Space Engineers/Kerbal Space Program idea and throw it somewhere in the North Sea – it demands precision in all things.

Игра также освещалась Rock Paper Shotgun и PCGamer
Газета The Guardian положительно отозвалась об игре в статье об играх-симуляторах работы. Один из фанатов описал ее в интервью как:

«самая брутальная игра, в которую я когда-либо играл… Это моя любимая игра».
Оригинальный текст (англ.) the most brutal game I've ever played... It is my favourite game.

## Дополнения
С момента официального релиза для игры было выпущено 3 дополнения (DLC).

### Найти и уничтожить

Система РСЗО, копирующая ракетный танк из игры Dune2000.

Дополнение Search and Destroy, выпущенное 5 октября 2021 года, добавляет в игру боевую систему, ручное оружие и устанавливаемое на транспорт вооружение, а также новый игровой режим и новых врагов. Новые модульные орудия для транспортных средств, добавленные в игру, доступны в нескольких различных калибрах — пушек и автопушек, которые доступны с различными модульными и индивидуально размещаемыми частями. Также добавлены боеголовки для установки на ракеты с системами наведения, они представлены в трёх размерах, в форме конуса и цилиндра. Новое добавленное ручное оружие состоит из нескольких видов огнестрельного оружия, гранат и взрывчатки C-4.

### Промышленный рубеж
Дополнение Industrial Frontier, выпущенное 13 октября 2022 года, добавляет новые пустынные острова на юге карты, добычу руды и её последующею переработку и продажу, а также новых наземных животных. Острова Мейер представляют собой новый засушливый биом-архипелаг площадью 400 квадратных километров (150 квадратных миль) с обширной железнодорожной и автомобильной сетью. На островах Мейер также есть шахты и карьеры, в которых добываются новые металлические руды, их можно перерабатывать на промышленных предприятиях и продавать за игровые деньги. Среди новых добавленных наземных животных — собаки, или «штормвуфы», с которыми игрок может взаимодействовать.

### Открытый космос
Дополнение Space, релиз которого состоялся 12 октября 2023 года, добавляет в игру космические путешествия и компоненты для ракетной техники. В игру добавлены новые жидко топливные ракетные двигатели, а также компоненты для жизнеобеспечения, космической навигации и управления. Новая механика космических путешествий позволяет игроку отправиться на орбиту и на новую лунную планету размером 900 квадратных километров (350 квадратных миль) с кратерами, каньонами и пещерами. Space также добавляет новые миссии, которые игрок может выполнять в космосе, зарабатывая деньги.